# فرنسيسكو أرياس سوليس
فرنسيسكو أرياس سوليس (بالإسبانية: Francisco Arias Solís) هو صحفي وسياسي إسباني، ولد في 30 يناير 1941. نشط حزبياً في حزب العمال الاشتراكي الإسباني. وقد انتخب عضو مجلس الشيوخ الإسباني ‏.